# Mount Silverthrone (Alaska)
Der Mount Silverthrone ist ein 4029 m hoher Berg in der Alaskakette in Alaska (USA). Den Namen verdankt der Berg einer Expedition im Frühjahr 1945, die Spezial-Ausrüstung der US-Armee unter arktischen Verhältnissen testete.

## Geografie
Der Berg befindet sich im zentral-westlichen Abschnitt der Alaskakette 17,5 km ostnordöstlich vom Denali. Der im Denali-Nationalpark gelegene Berg wird von dem nach Norden strömenden Traleika-Gletscher vom Gebirgsmassiv des Denali getrennt. Der 3042 m hoch gelegene Traleika Col bildet die tiefste Scharte zwischen den beiden Bergen. Die Nordostflanke wird vom Brooks-Gletscher ebenfalls nach Norden hin entwässert. Die Südwestflanke bildet das Nährgebiet des South-Fork-Ruth-Gletschers, ein Quellgletscher des Ruth-Gletschers.

## Besteigungsgeschichte
Am 23. April 1945 gelang Bradford Washburn die Erstbesteigung.